# Плюсське перемир'я
Плюсське перемир'я — перемир'я терміном на 3 роки (згодом продовжено ще на 4 роки), укладене між Швецією і Московською державою в 1583 на річці Плюсса. Один із дипломатичних актів, які завершили Лівонську війну 1558 — 1583 років.

## Хід переговорів
Перший тур переговорів між Швецією та Московією був проведений у травні 1583 року і закінчився підписанням 26 травня прелімінарного мирного договору терміном на два місяці (випливав у квітні 1583 року).
Другий тур переговорів між державами розпочався у серпні того ж року. Шведськими представниками на них були барон Екхольм, намісник Ліфляндії та Інгерманландії Понтус Делагарді; королівський військовий комісар Естляндії та намісник Фінляндії Клас Окессон Тотт. Послами Московської держави були князь І. Лобанів-Ростовський ; думний дворянин І. Татищев; дяк Посольського приказу Д. Петелін.
Переговори між сторонами закінчилися підписанням 10 серпня 1583 першого Плюсського перемир'я терміном на три роки.
28 грудня 1585 між Швецією і Московською державою було підписано друге Плюсське перемир'я терміном на 4 роки, яке набуло чинності 6 січня 1586. Шведськими представниками на переговорах були Понтус Делагарді; Клас Окесон Тотт та військовий комісар Естляндії Клас Б'єлке. Послами нового царя Федора, який змінив помер 18 березня 1584 Івана IV, були князь Ф. Шестунов; думний дворянин І. Татищев.

## Положення угоди

### Положення першого Плюсського перемир'я
У ході переговорів сторонам вдалося дійти лише до заключення перемир'я, оскільки невирішеними залишалися територіальні суперечки.

### Положення другого Плюсського перемир'я
Під час переговорів сторонам вдалося укласти нове перемир'я на 4 роки. Крім того, було досягнуто домовленості зібратися 20 липня 1586 для досягнення мирного договору. Проте шведська сторона всіма способами противилася підписанню договору, воліючи продовження перемир'я: Швеція не хотіла поступатися Московській державі землі, які були зайняті нею в кінці Лівонської війни, хоча протягом багатьох років більших успіхів досягла московська сторона.
У результаті зайняті (на тимчасовій основі) шведською стороною землі поступово окреслили новий кордон між двома державами, але вже на постійній основі. Таким чином, Швеція зберігала за собою захоплені в ході Лівонської війни міста Ям, Копор'є, Івангород та Корелу з їхніми повітами. За Московією залишився лише вузький вихід до Балтійського моря в гирлі Неви. Проте в жодному тексті мирного договору ці територіальні поступки зафіксовано не було.

## Значення
Лівонська війна закінчилася важким поразкою, у результаті різко погіршилося міжнародне становище Московської держави. Попри те, що Московська держава фактично втратила в результаті захоплення Швецією значних територій, що погіршувало її стратегічні позиції, країна, однак зберегла за собою невелику, але дуже важливу ділянку узбережжя Балтійського моря — гирло Неви. До того ж територіальні поступки мали лише тимчасовий характер. Після закінчення Плюсського перемир'я в 1590 почалася нова війна між двома державами, розпочата Московською державою з метою повернення втрачених у роки Лівонської війни земель.